# Rzeźba „Labirynt” w Szczecinie
Rzeźba „Labirynt” – szczecińska fontanna-rzeźba w stanie ruiny, zlokalizowana na skrzyżowaniu alei Wojska Polskiego z placem Zwycięstwa, na osiedlu Centrum, w dzielnicy Śródmieście.

## Opis
„Labirynt” to modernistyczna fontanna-rzeźba w kształcie ściętego ukośnie prostopadłościanu. Zbudowana jest z klinkierowych kształtek, które układają się w kontury kobiety, drzewa i mężczyzny. Pokryte szkliwem kształtki pierwotnie zraszane były z pewną częstotliwością wodą, mieniąc się w kolorach tęczy.

## Historia
Rzeźba „Labirynt” została wzniesiona w 1997 roku przed kamienicą przy alei Wojska Polskiego 1 z inicjatywy Pomorskiego Banku Kredytowego (zajmującego lokal na parterze tej kamienicy) i Urzędu Miasta Szczecina. Rzeźbę zaprojektował Ryszard Wilk, a montaż wykonał Adam Jakubowski. Obiekt podłączono do instalacji wodociągowej należącej do wspomnianego banku. Po niespełna trzech miesiącach działania w niekonserwowanej fontannie zatkały się dysze, skutkiem czego dopływ wody został odcięty. Podjęto próby ratowania rzeźby poprzez pomalowanie cegieł matową farbą, rozważano także przekształcenie instalacji w kwietnik. Z czasem instalacja uległa wandalizmom: potłuczono klinkierowe kształtki, wyrwano dysze, zniszczono sprayem lico cegieł.
Pierwsze pomysły przywrócenia fontannie-rzeźbie dawnej funkcjonalności pochodzą z 2012 r. Po raz drugi kwestię generalnego remontu fontanny poruszono w 2016 r., kiedy to miasto zapowiedziało chęć wykonania jej remontu i ponownego uruchomienia. Zakład Usług Komunalnych w 2017 r. ogłosił przetarg na rozbiórkę niecki i ceramicznych kształtek, wykonanie nowej instalacji wodnej i niecki oraz ponowny montaż fontanny z wykorzystaniem nowych i oryginalnych cegieł. Przetarg nie został rozstrzygnięty z powodu ofert przekraczających zakładany budżet. Miasto zasygnalizowało chęć wyburzenia fontanny i zastąpienia jej skwerem z ławkami. W odpowiedzi na ten plan mieszkańcy wystosowali do Prezydenta Szczecina petycję w obronie rzeźby. Ostatecznie miasto odstąpiło od planu rozbiórki i w grudniu 2017 r. zapowiedziało chęć powrotu do pierwotnego planu zakładającego renowację rzeźby. Drugi przetarg na prace remontowe rozpisano w marcu 2019 r., ale także on zakończył się brakiem rozstrzygnięcia z powodu niewpłynięcia żadnych ofert. W październiku 2020 r. Urząd Miasta Szczecin poinformował, że pieniądze na remont rzeźby zapisano w budżecie miasta na 2021 r. 22 kwietnia 2022 r. miasto ogłosiło trzeci już przetarg na remont rzeźby, ale on także nie przyniósł rozstrzygnięcia.